# Tudivasum kurtzi
Tudivasum kurtzi is een slakkensoort uit de familie van de Turbinellidae. De wetenschappelijke naam van de soort is voor het eerst geldig gepubliceerd in 1964 door Macpherson.